# 에디 캘버트
앨버트 에드워드 "에디" 캘버트(Albert Edward "Eddie" Calvert, 1922년 3월 15일 ~ 1978년 8월 7일)은 잉글랜드의 가장 유명한 파퓰러 트럼펫 연주자이다. 잉글랜드 랭커셔주의 프레스턴 태생이다. 처음에는 부친에게서 코넷을 배웠다. 1942년 이후 지미 맥머레이, 빌리 제럴드 악단 등에 참가하였다. 1951년에는 스스로 악단을 창설, 클럽이나 라디오 등에 출연하였으며 1954년에 만든 <오, 마이 파파>가 밀리언 셀러가 되었다.